# Infernum
Infernum est un groupe de black metal national-socialiste (NSBM) polonais, originaire de Wrocław. Il est formé en 1992 par Grzegorz Jurgielewicz (connu sous le nom d'Anextiomarus et de Karcharoth) avec l'aide de Tom Balrog.

## Histoire
Formé en 1992 à Wrocław par Karcharoth (guitare, basse, chant) et Tom Balrog (batterie), le groupe enregistre une première démo intitulée The Dawn Will Never Come en 1993. Leur seconde démo, Damned Majesty, publiée quelques mois plus tard, est réalisée avec l'aide de Robert Fudali (alias Rob Darken, du groupe Graveland). 
Début 1994, Tom Balrog quitte le groupe. Il est remplacé à la batterie par Capricornus (activiste d'extrême droite très connu de la scène, membre principal de Thor's Hammer et batteur de Graveland). Le premier album du groupe, …Taur-Nu-Fuin…, sort en 1994 chez Astral Wings Records. Cette sortie est considérée comme l'une des œuvres pionnières du NSBM. 
Quelque temps après la sortie de l'album …Taur-Nu-Fuin…, Infernum se dissout temporairement. Cependant, avant cette dissolution, Infernum avait commencé l'enregistrement, sans l'achever, d'une démo intitulée When the Light Has Died et qui comprenait trois nouvelles chansons, sans piste vocale ni claviers, laquelle a depuis circulé parmi les fans du groupe. Selon Rob Darken de Graveland, Jurgielewicz était devenu un informateur des autorités polonaises, qui exerçaient des pressions sur diverses personnes liées à des groupes de black metal et à des idéologies nationalistes,.   
Durant l'hiver 2002, Infernum reprend officiellement ses activités avec : Anextiomarus (chant, guitare), Charon (batterie), Necromanticus (guitare), Wolf (basse) et Exterminus (claviers). Ils commencent à enregistrer un album nommé The Curse. Mais une fois les enregistrements terminés, Anextiomarus, atteint d'une forme grave de schizophrénie, se suicide le 30 avril 2004. Cet album finira tout de même par sortir en 2006, bien que le groupe ait disparu entre-temps. Il sera publié par le label Sound Riot Records. 
Après la scission du groupe et avant le suicide d'Anextiomarus, Rob Darken et Capricornus continuent de faire vivre le groupe de leur côté, ce qui explique pourquoi il existe deux groupes différents avec le même nom et venant de la même ville. L'existence du groupe Infernum mené par Rob Darken s'oppose cependant à la volonté d'Anextiomarus, fondateur du groupe original. Le groupe publie un album intitulé Farewell en 2005, qui contient la version finalisée de la démo When the Light Has Died.
En 2009, Charon et Necromanticus quittent le groupe Infernum fondé par Anextiomarus, tandis que Tom Balrog, présent aux débuts d'Infernum aux côtés d'Anextiomarus, le rejoint. Le groupe travaille par la suite à produire un nouveau disque[réf. souhaitée].

## Membres

### Membres actuels
- Exterminus — claviers (depuis 2002), guitare électrique (depuis 2009)
- Piotr Bajarojć (alias Wolf ou Bael von Bojba) — guitare, basse (depuis 2002)
- Tom Balrog — batterie (1992–1994, depuis 2009)

### Anciens membres
- Grzegorz Jurgielewicz (alias Anextiomarus ou Karcharoth) : compositeur, voix, guitare (1992-2004)
- Rob Darken — claviers (sessions) (1993–1996)
- Capricornus — batterie (1994–1996)
- Charon — batterie (2002–2009)
- Necromanticus — guitare (2002–2009)

## Discographie
- 1993 : The Dawn Will Never Come (démo)
- 1993 : Damned Majesty (démo) (Witching Hour Production)
- 1994 : …Taur - Nu - Fuin… (Astral Wings Records)
- 1995 : When The Light Has Died (album inachevé)
- 2005 : Farewell (No Colours Records)
- 2006 : The Curse (Sound Riot Records)